# Franz von Steinfeld
Karl Franz Georg Steinfeld, seit 1871 von Steinfeld, (* 20. August 1828 in Erfurt; † 1. Dezember 1875 in Posen) war ein preußischer Generalmajor.

## Leben

### Herkunft
Er war der Sohn von Karl Friedrich Ludwig Steinfeld (1790–1832) und dessen Ehefrau Christiane Dorothea Rebekka, geborene Schilling (1797–1866). Sein Vater war Hauptmann in der 3. Artilleriebrigade.

### Militärkarriere
Steinfeld besuchte zunächst die Kadettenanstalten in Bensberg und Berlin. Am 27. Mai 1845 wurde er als Sekondeleutnant im 31. Infanterie-Regiment der Preußischen Armee angestellt. Ab Februar 1852 war Steinfeld für vier Jahre zur Dienstleistung als Adjutant des III. Bataillons im 31. Landwehr-Regiment nach Sangerhausen kommandiert. Vom 1. Oktober 1856 bis zum 31. Juli 1857 fungierte er als Kompanieführer im I. Bataillon des 31. Landwehr-Regiments in Erfurt und wurde zwischenzeitlich zum Premierleutnant befördert. Daran schloss sich eine Verwendung als Adjutant der 32. Infanterie-Brigade in Trier an. In dieser Eigenschaft wurde Steinfeld am 31. Mai 1859 Hauptmann sowie am 3. Januar 1860 zum Adjutanten der 29. Infanterie-Brigade in Köln ernannt. Am 8. Mai 1860 kehrte Steinfeld in den Truppendienst zurück und wurde Kompaniechef in seinem Stammregiment. Unter Versetzung in das Hohenzollernsche Füsilier-Regiment Nr. 40 kommandierte man ihn am 9. Januar 1864 als Adjutant zum Generalkommando des VI. Armee-Korps. Kurz darauf wurde er unter Belassung in diesem Kommando in das 2. Rheinische Infanterie-Regiment Nr. 28 versetzt und am 18. April 1865 zum Major befördert.
Steinfeld nahm 1866 während des Krieges gegen Österreich am Gefecht bei Gradlitz sowie der Schlacht bei Königgrätz teil. Für seine Leistungen erhielt er den Roten Adlerorden IV. Klasse mit Schwertern und wurde am 15. September 1866 zum Kommandeur des I. Bataillons im 5. Westfälischen Infanterie-Regiments Nr. 53 in Wesel ernannt. Ab 11. April 1867 diente Steinfurt als Kommandeur des Füsilier-Bataillons im 7. Brandenburgischen Infanterie-Regiment Nr. 60 in Straußberg. In dieser Stellung am 22. März 1868 zum Oberstleutnant befördert, war Steinfurt für die Dauer des mobilen Verhältnisses ab 18. Juli 1870 zunächst Kommandeur des 1. Landwehr-Regiments bei der 4. Landwehr-Brigade. Er machte die Belagerung von Metz mit und wurde im weiteren Verlauf des Krieges gegen Frankreich am 18. Dezember 1870 mit der Führung des 7. Rheinischen Infanterie-Regiments Nr. 69 beauftragt. Steinfeld konnte sich bei der Belagerung von Péronne sowie in der Schlacht bei Saint-Quentin besonders bewähren und erhielt beide Klassen des Eisernen Kreuzes.
Nach dem Vorfrieden von Versailles ernannte man Steinfeld am 29. März 1871 zum Regimentskommandeur. Außerdem erhob ihn Kaiser Wilhelm I. bei seinem feierlichen Einzug in Berlin am 16. Juni 1871 in den erblichen preußischen Adelsstand. Unter Stellung à la suite seines Regiments wurde Steinfeld am 13. April 1875 mit der Führung der 20. Infanterie-Brigade in Posen beauftragt und am 1. Juni 1875 bei gleichzeitiger Beförderung zum Generalmajor zum Kommandeur dieses Großverbandes ernannt. In dieser Eigenschaft wurde ihm am 18. September 1875 der Rote Adlerorden II. Klasse mit Eichenlaub und Schwertern am Ringe verliehen. Während einer Reitübung erlitt Steinfeld in Ausübung seines Dienstes einen Herzschlag und verstarb am 1. Dezember 1875.

### Familie
Steinfeld hatte sich am 4. Januar 1861 mit Maria Sophie Anna Ulich (1835–1862) verheiratet. Die Ehe blieb kinderlos.